# Oceanapia macrotoxa
Oceanapia macrotoxa är en svampdjursart som först beskrevs av Hooper 1984.  Oceanapia macrotoxa ingår i släktet Oceanapia och familjen Phloeodictyidae. Inga underarter finns listade i Catalogue of Life.